# Charlotte Bonde
Charlotte Bonde, född 7 maj 1789 på Ericsbergs säteri, Stora Malm, död 23 april 1865 i Stockholm, var en svensk grevinna och konstnär.
Hon var dotter till Carl Göran Bonde och Agneta Sophia Hildebrand och gift första gången 1806–1809 med Gustaf Trolle-Bonde och andra gången från 1810 med Carl Henrik Anckarsvärd. Bonde finns representerad vid Nationalmuseum i Stockholm med en serie dekorerade kaffefat.